# Manuel Turizo/Diskografie
Diese Diskografie ist eine Übersicht über die musikalischen Werke des kolumbianischen Sängers Manuel Turizo. Den Schallplattenauszeichnungen zufolge hat er bisher mehr als 26,7 Millionen Tonträger verkauft, davon alleine in seiner Heimat über 330.000. Seine erfolgreichste Veröffentlichung ist die Single La bachata mit über 5,5 Millionen verkauften Einheiten.

## Studioalben
| Jahr | Titel Musiklabel             | Höchstplatzierung, Gesamtwochen, AuszeichnungChartplatzierungen (Jahr, Titel, Musiklabel, Platzierungen, Wochen, Auszeichnungen, Anmerkungen) | Höchstplatzierung, Gesamtwochen, AuszeichnungChartplatzierungen (Jahr, Titel, Musiklabel, Platzierungen, Wochen, Auszeichnungen, Anmerkungen) | Höchstplatzierung, Gesamtwochen, AuszeichnungChartplatzierungen (Jahr, Titel, Musiklabel, Platzierungen, Wochen, Auszeichnungen, Anmerkungen) | Höchstplatzierung, Gesamtwochen, AuszeichnungChartplatzierungen (Jahr, Titel, Musiklabel, Platzierungen, Wochen, Auszeichnungen, Anmerkungen) | Höchstplatzierung, Gesamtwochen, AuszeichnungChartplatzierungen (Jahr, Titel, Musiklabel, Platzierungen, Wochen, Auszeichnungen, Anmerkungen) | Anmerkungen                                               |
| Jahr | Titel Musiklabel             | CH | US | Latin | ES | CO | Anmerkungen                                               |
| ---- | ---------------------------- | --- | --- | --- | --- | --- | --------------------------------------------------------- |
| 2019 | ADN La Industria (Sony)      | — | — | Latin8 (35 Wo.)Latin | ES75 (7 Wo.)ES | — | Erstveröffentlichung: 23. August 2019 Verkäufe: + 240.000 |
| 2021 | Dopamina La Industria (Sony) | — | — | Latin15 Platin · (23 Wo.)Latin | ES8 (48 Wo.)ES | — | Erstveröffentlichung: 9. April 2021 Verkäufe: + 210.000   |
| 2023 | 2000 La Industria (Sony)     | — | — | Latin11 ×2Doppelplatin · (51 Wo.)Latin | ES15 (29 Wo.)ES | — | Erstveröffentlichung: 17. März 2023 Verkäufe: + 260.000   |
| 2024 | 201 La Industria (Sony)      | — | — | — | ES32 (5 Wo.)ES | — | Erstveröffentlichung: 22. November 2024                   |

## Singles

### Als Leadmusiker
| Jahr | Titel Album                         | Höchstplatzierung, Gesamtwochen, AuszeichnungChartplatzierungen (Jahr, Titel, Album, Platzierungen, Wochen, Auszeichnungen, Anmerkungen) | Höchstplatzierung, Gesamtwochen, AuszeichnungChartplatzierungen (Jahr, Titel, Album, Platzierungen, Wochen, Auszeichnungen, Anmerkungen) | Höchstplatzierung, Gesamtwochen, AuszeichnungChartplatzierungen (Jahr, Titel, Album, Platzierungen, Wochen, Auszeichnungen, Anmerkungen) | Höchstplatzierung, Gesamtwochen, AuszeichnungChartplatzierungen (Jahr, Titel, Album, Platzierungen, Wochen, Auszeichnungen, Anmerkungen) | Höchstplatzierung, Gesamtwochen, AuszeichnungChartplatzierungen (Jahr, Titel, Album, Platzierungen, Wochen, Auszeichnungen, Anmerkungen) | Anmerkungen |
| Jahr | Titel Album                         | CH | US | Latin | ES | CO | Anmerkungen |
| --- | ----------------------------------- | --- | --- | --- | --- | --- | --- |
| 2016 | Una lady como tú ADN                | — | — | Latin32 ×8Achtfachplatin · (20 Wo.)Latin                                                                                                 | ES2 ×5Fünffachplatin · (47 Wo.)ES | CO1 Diamant · (42 Wo.)CO | Erstveröffentlichung: 7. Dezember 2016 Verkäufe: + 2.323.000                                                   |
| 2017 | Esperándote ADN                     | — | — | Latin39 ×2Doppelplatin · (13 Wo.)Latin                                                                                                   | ES43 Platin · (25 Wo.)ES | CO3 Platin · (26 Wo.)CO | Erstveröffentlichung: 7. Dezember 2017 Verkäufe: + 530.000                                                     |
| 2018 | Culpables ADN                       | — | — | Latin— PlatinLatin | ES— PlatinES | CO2 (20 Wo.)CO | Erstveröffentlichung: 26. Juli 2018 Verkäufe: 540.000                                                          |
| 2018 | Una vez más ADN                     | — | — | — | — | — | Erstveröffentlichung: 11. Oktober 2018 Verkäufe: 30.000; feat. Noriel                                          |
| 2018 | Sola ADN                            | — | — | Latin17 Platin · (13 Wo.)Latin | ES— GoldES | CO10 (16 Wo.)CO | Erstveröffentlichung: 9. November 2018 Verkäufe: + 180.000                                                     |
| 2019 | Dile la verdad –                    | — | — | Latin43 ×2Doppelplatin · (4 Wo.)Latin | ES79 (5 Wo.)ES | CO19 (1 Wo.)CO | Erstveröffentlichung: 11. Januar 2019 Verkäufe: + 120.000; mit Jowell & Randy                                  |
| 2019 | Esclavo de tus besos ADN            | — | — | Latin32 Platin · (20 Wo.)Latin | ES14 Platin · (20 Wo.)ES | CO8 (15 Wo.)CO | Erstveröffentlichung: 15. Februar 2019 Verkäufe: + 340.000; feat. Ozuna                                        |
| 2019 | En cero –                           | — | — | Latin— PlatinLatin | ES70 Gold · (7 Wo.)ES | — | Erstveröffentlichung: 24. Mai 2019 Verkäufe: + 90.000; mit Yandel & Sebastián Yatra                            |
| 2019 | Nada ha cambiado ADN                | — | — | — | — | — | Erstveröffentlichung: 26. Juli 2019 Verkäufe: + 60.000                                                         |
| 2020 | Despacio –                          | — | — | Latin39 (8 Wo.)Latin | ES64 (3 Wo.)ES | — | Erstveröffentlichung: 17. Februar 2020 mit Natti Natasha & Nicky Jam feat. Myke Towers, DJ Luian & Mambo Kingz |
| 2020 | Quiéreme mientras se pueda Dopamina | — | — | Latin38 ×9Neunfachplatin · (20 Wo.)Latin                                                                                                 | ES93 ×2Doppelplatin · (6 Wo.)ES | CO14 ×2Doppelplatin · (19 Wo.)CO | Erstveröffentlichung: 1. Mai 2020 Verkäufe: + 1.450.000                                                        |
| 2020 | La presión –                        | — | — | — | ES71 Gold · (7 Wo.)ES | — | Erstveröffentlichung: 19. Juni 2020 Verkäufe: + 30.000; mit Lalo Ebratt                                        |
| 2020 | +Linda (Remix) –                    | — | — | Latin43 (8 Wo.)Latin | — | — | Erstveröffentlichung: 18. September 2020 mit Dalex, Arcángel, De La Ghetto & Beéle                             |
| 2020 | La nota Dopamina                    | — | — | Latin5 Diamant + Platin · (26 Wo.)Latin                                                                                                  | ES1 ×4Vierfachplatin · (38 Wo.)ES | CO4 Platin · (32 Wo.)CO | Erstveröffentlichung: 8. Oktober 2020 Verkäufe: + 1.590.000; feat. Myke Towers & Rauw Alejandro                |
| 2021 | Mala costumbre Dopamina             | — | — | Latin20 (20 Wo.)Latin | ES22 Platin · (22 Wo.)ES | — | Erstveröffentlichung: 7. Januar 2021 Verkäufe: + 180.000; feat. Wisin & Yandel                                 |
| 2021 | Amor en coma Dopamina               | — | — | Latin24 (20 Wo.)Latin | ES48 Gold · (8 Wo.)ES | — | Erstveröffentlichung: 8. April 2021 Verkäufe: + 170.000; feat. Maluma                                          |
| 2021 | Te Olvido 2000                      | — | — | Latin— ×2DoppelplatinLatin | ES— GoldES | — | Erstveröffentlichung: 7. Oktober 2021 Verkäufe: + 150.000                                                      |
| 2021 | Una vaina loca –                    | — | — | Latin— PlatinLatin | ES5 ×3Dreifachplatin · (28 Wo.)ES | — | Erstveröffentlichung: 21. Oktober 2021 Verkäufe: + 240.000; mit Fuego & Duki                                   |
| 2022 | La bachata 2000                     | CH23 Platin · (61 Wo.)CH | US67 Platin · (21 Wo.)US | Latin5 ×2Doppeldiamant + Doppelplatin · (… Wo.)Latin                                                                                     | ES1 ×1919-fach-Platin · (… Wo.)ES | CO2 (49 Wo.)CO | Erstveröffentlichung: 26. Mai 2022 Verkäufe: + 5.586.000                                                       |
| 2022 | Éxtasis 2000                        | — | — | Latin43 Platin · (6 Wo.)Latin | ES68 Gold · (1 Wo.)ES | — | Erstveröffentlichung: 27. Oktober 2022 Verkäufe: + 90.000; feat. Maria Becerra                                 |
| 2023 | El merengue 2000                    | CH81 Platin · (2 Wo.)CH | — | Latin24 ×6Sechsfachplatin · (20 Wo.)Latin                                                                                                | ES3 ×11Elffachplatin · (105 Wo.)ES | — | Erstveröffentlichung: 2. März 2023 Verkäufe: + 1.980.000; feat. Marshmello                                     |
| 2023 | De Lunes a Lunes 201                | — | — | Latin28 Gold · (20 Wo.)Latin | — | — | Erstveröffentlichung: 24. August 2023 Verkäufe: + 240.000; feat. Grupo Frontera                                |
| 2024 | Mamasota 201                        | — | — | — | ES47 Gold · (4 Wo.)ES | — | Erstveröffentlichung: 22. Februar 2024 Verkäufe: + 30.000; feat. Yandel                                        |
| 2024 | Bahamas 201                         | — | — | — | ES55 (2 Wo.)ES | — | Erstveröffentlichung: 11. April 2024 feat. Saiko                                                               |
| 2024 | Qué pecao 201                       | — | — | — | ES9 Platin · (24 Wo.)ES | CO— GoldCO | Erstveröffentlichung: 3. Oktober 2024 Verkäufe: + 70.000; feat. Kapo                                           |
| 2025 | En privado –                        | — | — | Latin11 (… Wo.)Latin | — | — | Erstveröffentlichung: 6. Februar 2025 mit Xavi                                                                 |
| 2025 | Que haces –                         | — | — | Latin35 (6 Wo.)Latin | ES44 Gold · (… Wo.)ES | — | Erstveröffentlichung: 9. Mai 2025 mit Becky G                                                                  |
| Folgende Lieder erschienen nicht als Single, wurden aber durch das Album zum Download und Streaming bereitgestellt und konnten somit eine Platzierung erlangen: |                                     | | | | | | |
| |                                     | | | | | | |
| 2019 | Te quemaste ADN                     | — | — | Latin31 (20 Wo.)Latin | ES4 ×3Dreifachplatin · (30 Wo.)ES | CO18 (1 Wo.)CO | Charteinstieg: 1. September 2019 Verkäufe: + 350.000; feat. Anuel AA                                           |
| 2024 | Sígueme besando así 201             | — | — | — | ES98 (1 Wo.)ES | — | |

### Als Gastmusiker
| Jahr | Titel Album                                | Höchstplatzierung, Gesamtwochen, AuszeichnungChartplatzierungen (Jahr, Titel, Album, Platzierungen, Wochen, Auszeichnungen, Anmerkungen) | Höchstplatzierung, Gesamtwochen, AuszeichnungChartplatzierungen (Jahr, Titel, Album, Platzierungen, Wochen, Auszeichnungen, Anmerkungen) | Höchstplatzierung, Gesamtwochen, AuszeichnungChartplatzierungen (Jahr, Titel, Album, Platzierungen, Wochen, Auszeichnungen, Anmerkungen) | Höchstplatzierung, Gesamtwochen, AuszeichnungChartplatzierungen (Jahr, Titel, Album, Platzierungen, Wochen, Auszeichnungen, Anmerkungen) | Höchstplatzierung, Gesamtwochen, AuszeichnungChartplatzierungen (Jahr, Titel, Album, Platzierungen, Wochen, Auszeichnungen, Anmerkungen) | Anmerkungen |
| Jahr | Titel Album                                | CH | US | Latin | ES | CO | Anmerkungen |
| --- | ------------------------------------------ | --- | --- | --- | --- | --- | --- |
| 2017 | Bésame –                                   | — | — | — | ES85 (9 Wo.)ES | — | Erstveröffentlichung: 31. Mai 2017 Valentino feat. Manuel Turizo                                                     |
| 2017 | Déjala que vuelva Ubuntu                   | — | — | Latin16 Diamant + Platin · (20 Wo.)Latin                                                                                                 | ES13 ×3Dreifachplatin · (41 Wo.)ES | CO1 ×2Doppelplatin · (45 Wo.)CO | Erstveröffentlichung: 20. Oktober 2017 Verkäufe: + 1.560.000; Piso 21 feat. Manuel Turizo                            |
| 2017 | Déjate llevar 4.0                          | — | — | — | ES8 ×2Doppelplatin · (39 Wo.)ES | — | Erstveröffentlichung: 28. November 2017 Verkäufe: + 235.000; Juan Magán feat. Belinda, Manuel Turizo, Snova & B-Case |
| 2018 | Desconocidos Para Aventuras y Curiosidades | — | — | Latin31 Diamant + Platin · (17 Wo.)Latin                                                                                                 | ES25 ×3Dreifachplatin · (26 Wo.)ES | CO2 (36 Wo.)CO | Erstveröffentlichung: 12. Oktober 2018 Verkäufe: + 1.810.000; Mau y Ricky feat. Manuel Turizo & Camilo               |
| 2018 | Déjalo UNO                                 | — | — | Latin48 Platin · (4 Wo.)Latin | — | — | Erstveröffentlichung: 30. November 2018 Verkäufe: + 90.000; Nacho feat. Manuel Turizo                                |
| 2019 | Pa olvidarte (Remix) –                     | — | — | Latin— ×3DreifachplatinLatin | ES66 Gold · (8 Wo.)ES | CO4 (14 Wo.)CO | Erstveröffentlichung: 1. Februar 2019 Verkäufe: + 210.000; ChocQuibTown feat. Zion y Lennox, Farruko & Manuel Turizo |
| 2019 | No Te Hagas La Loca Cerrando Capitulo      | — | — | Latin— GoldLatin | — | — | Erstveröffentlichung: 12. April 2019 Verkäufe: + 60.000; Noriel feat. Manuel Turizo                                  |
| 2019 | Cúrame Alter Ego                           | — | — | Latin31 ×4Vierfachplatin · (5 Wo.)Latin                                                                                                  | ES70 Gold · (8 Wo.)ES | — | Erstveröffentlichung: 7. Juni 2019 Verkäufe: + 360.000; Prince Royce feat. Manuel Turizo                             |
| 2019 | Vaina loca Aura                            | CH63 (8 Wo.)CH | US94 (2 Wo.)US | Latin4 (28 Wo.)Latin | ES1 ×6Sechsfachplatin · (51 Wo.)ES | CO2 (33 Wo.)CO | Erstveröffentlichung: 28. Juni 2018 Verkäufe: + 560.000; Ozuna feat. Manuel Turizo                                   |
| 2019 | Aleluya Ahora                              | — | — | Latin48 Platin · (1 Wo.)Latin | ES66 Platin · (10 Wo.)ES | — | Erstveröffentlichung: 23. Juli 2019 Verkäufe: + 390.000; Reik feat. Manuel Turizo                                    |
| 2019 | Maldita foto Cupido                        | — | — | — | ES87 Gold · (1 Wo.)ES | — | Erstveröffentlichung: 19. August 2021 Verkäufe: + 40.000; Tini feat. Manuel Turizo                                   |
| 2020 | No Encuentro Palabras Sigo a lo mío        | — | — | — | ES— GoldES | — | Erstveröffentlichung: 31. Januar 2020 Verkäufe: + 60.000; Abraham Mateo feat. Manuel Turizo                          |
| 2020 | Borraxxa Ferxxo (Vol 1: M.O.R)             | — | — | — | ES— GoldES | CO8 (4 Wo.)CO | Erstveröffentlichung: 13. Februar 2020 Verkäufe: + 90.000; Feid feat. Manuel Turizo                                  |
| 2020 | TBT Dharma                                 | — | — | Latin16 ×3Dreifachplatin · (13 Wo.)Latin                                                                                                 | ES39 Platin · (27 Wo.)ES | — | Erstveröffentlichung: 20. Februar 2020 Verkäufe: + 494.000; Sebastián Yatra feat. Rauw Alejandro & Manuel Turizo     |
| 2020 | Loco (Remix) –                             | — | — | Latin— ×4VierfachplatinLatin | ES48 Gold · (10 Wo.)ES | — | Erstveröffentlichung: 24. April 2020 Verkäufe: + 270.000; Beéle feat. Farruko, Natti Natasha & Manuel Turizo         |
| 2020 | Color Esperanza 2020 –                     | — | — | — | ES— PlatinES | — | Erstveröffentlichung: 18. Mai 2020 Verkäufe: + 330.000; Various Artists, Benefizsingle                               |
| 2020 | Será Fino                                  | — | — | — | — | — | Erstveröffentlichung: 30. September 2020 Verkäufe: + 10.000; Llane feat. Manuel Turizo                               |
| 2022 | Vacaciones Ley de Gravedad                 | — | — | — | ES— GoldES | — | Erstveröffentlichung: 21. Januar 2022 Luis Fonsi feat. Manuel Turizo                                                 |
| 2022 | Los cachos 777                             | — | — | Latin50 ×3Dreifachplatin · (1 Wo.)Latin                                                                                                  | ES85 Platin · (11 Wo.)ES | — | Erstveröffentlichung: 8. Juli 2022 Verkäufe: + 240.000; Piso 21 feat. Manuel Turizo                                  |
| 2023 | Vagabundo Milagro                          | — | — | Latin35 ×8Achtfachplatin · (6 Wo.)Latin                                                                                                  | ES3 ×9Neunfachplatin · (… Wo.)ES | — | Erstveröffentlichung: 12. Mai 2023 Verkäufe: + 1.250.000; Sebastián Yatra feat. Manuel Turizo & Beéle                |
| 2023 | Copa vacía Las mujeres ya no lloran        | CH100 (1 Wo.)CH | — | Latin31 ×5Fünffachplatin · (13 Wo.)Latin                                                                                                 | ES16 ×2Doppelplatin · (17 Wo.)ES | — | Erstveröffentlichung: 29. Juni 2023 Verkäufe: + 650.000; Shakira feat. Manuel Turizo                                 |
| 2024 | 1000cosas Nave dragón                      | — | — | — | ES2 ×4Vierfachplatin · (48 Wo.)ES | — | Erstveröffentlichung: 7. März 2024 Verkäufe: + 240.000; Lola Índigo feat. Manuel Turizo                              |
| 2025 | Cómo sería ¿Y ahora qué?                   | — | — | — | — | — | Erstveröffentlichung: 22. Mai 2025 Alejandro Sanz feat. Manuel Turizo                                                |
| Folgende Lieder erschienen nicht als Single, wurden aber durch das Album zum Download und Streaming bereitgestellt und konnten somit eine Platzierung erlangen: |                                            | | | | | | |
| |                                            | | | | | | |
| 2024 | Una Cerveza Pa Las Baby’s y Belikeada      | — | — | Latin15 (22 Wo.)Latin | — | — | Verkäufe: + 770.000; Fuerza Regida feat. Manuel Turizo                                                               |
| 2024 | De vuelta Gotti A                          | — | — | — | ES64 Gold · (3 Wo.)ES | — | Verkäufe: + 30.000; Tiago PZK feat. Manuel Turizo                                                                    |

## Statistik

### Chartauswertung
|                     | CH    | US    | Latin       | ES    | CO    |
| ------------------- | ----- | ----- | ----------- | ----- | ----- |
| Nummer-eins-Alben   | CH—CH | US—US | Latin—Latin | ES—ES | CO—CO |
| Top-10-Alben        | CH—CH | US—US | Latin1Latin | ES1ES | CO—CO |
| Alben in den Charts | CH—CH | US—US | Latin3Latin | ES4ES | CO—CO |

|                       | CH    | US    | Latin        | ES     | CO     |
| --------------------- | ----- | ----- | ------------ | ------ | ------ |
| Nummer-eins-Singles   | CH—CH | US—US | Latin—Latin  | ES3ES  | CO2CO  |
| Top-10-Singles        | CH—CH | US—US | Latin3Latin  | ES11ES | CO12CO |
| Singles in den Charts | CH4CH | US2US | Latin29Latin | ES37ES | CO15CO |

### Auszeichnungen für Musikverkäufe
| Land/RegionAuszeichnungen für Musikverkäufe (Land/Region, Auszeichnungen, Verkäufe, Quellen) | Gold       | Platin         | Diamant       | Verkäufe  | Quellen             |
| -------------------------------------------------------------------------------------------- | ---------- | -------------- | ------------- | --------- | ------------------- |
| Argentinien (CAPIF)                                                                          | 2× Gold2   | —              | —             | 20.000    | Einzelnachweise     |
| Brasilien (PMB)                                                                              | 4× Gold4   | 3× Platin3     | —             | 200.000   | pro-musicabr.org.br |
| Chile (IFPI)                                                                                 | Gold1      | Platin1        | 2× Diamant2   | 1.110.000 | profovi.cl CL2 CL3  |
| Ecuador (SOPROFON)                                                                           | —          | 4× Platin4     | —             | 24.000    | Einzelnachweise     |
| Frankreich (SNEP)                                                                            | Gold1      | Platin1        | —             | 300.000   | snepmusique.com     |
| Italien (FIMI)                                                                               | 2× Gold2   | 5× Platin5     | —             | 550.000   | fimi.it             |
| Kanada (MC)                                                                                  | —          | 5× Platin5     | —             | 400.000   | Einzelnachweise     |
| Kolumbien (ASINCOL)                                                                          | 2× Gold2   | 6× Platin6     | Diamant1      | 240.000   | Einzelnachweise     |
| Mexiko (AMPROFON)                                                                            | 17× Gold17 | 50× Platin50   | 13× Diamant13 | 9.650.000 | amprofon.com.mx     |
| Peru (UNIMPRO)                                                                               | Gold1      | Platin1        | Diamant1      | 109.000   | Einzelnachweise     |
| Portugal (AFP)                                                                               | —          | 12× Platin12   | —             | 120.000   | Einzelnachweise     |
| Schweiz (IFPI)                                                                               | —          | 2× Platin2     | —             | 40.000    | hitparade.ch        |
| Spanien (Promusicae)                                                                         | 18× Gold18 | 85× Platin85   | —             | 5.450.000 | elportaldemusica.es |
| Vereinigte Staaten (RIAA)                                                                    | 2× Gold2   | 75× Platin75   | 5× Diamant5   | 7.440.000 | riaa.com            |
| Zentralamerika (CFC)                                                                         | Gold1      | 17× Platin17   | —             | 1.165.000 | cfc-musica.com      |
| Insgesamt                                                                                    | 51× Gold51 | 267× Platin267 | 22× Diamant22 |           |                     |